# Gjerstad
Gjerstad est une commune de Norvège. Elle est située dans le comté d'Agder.